# Serpentinizzazione
La serpentinizzazione è un processo geologico di metamorfismo a bassa temperatura che coinvolge calore ed acqua nel quale le rocce mafiche ed ultramafiche a basso contenuto di silice vengono ossidate (ossidazione anaerobica del Fe2+ da parte dei protoni dell'acqua producendo H2) ed idrolizzate con l'acqua in serpentinite. Il peridoto, inclusa la dunite sul fondo marino e nelle catene montuose vengono convertiti in serpentino, brucite, magnetite ed altri minerali — alcuni rari come l'awaruite (Ni3Fe) ed anche il ferro nativo. Durante il processo vengono assorbite dalla roccia grandi quantità d'acqua che ne causano l'aumento di volume e la distruzione della struttura.
La densità scende da 3,3 a 2,7 g/cm³ con un aumento di volume di circa il 40%. La reazione è esotermica e comporta la produzione di una grande quantità di calore.
La temperatura della roccia può salire anche di 260 °C, fornendo una sorgente di energia per la formazione di sorgenti idrotermali non collegate all'attività vulcanica. Le reazioni chimiche di formazione della magnetite producono idrogeno gassoso nelle condizioni anaerobiche prevalenti in profondità nel mantello terrestre, lontano dall'atmosfera terrestre. I carbonati ed i solfati vengono di conseguenza ridotti dall'idrogeno formando quindi metano ed acido solfidrico. L'idrogeno, il metano e l'acido solfidrico forniscono una fonte di energia per i microorganismi chemiotrofici nelle profondità marine.

## Reazioni di serpentinizzazione
La serpentinite si forma dall'olivina attraverso varie reazioni, alcune delle quali sono complementari. L'olivina è una soluzione solida
di minerali compresi fra i termini puri forsterite (Mg) e la fayalite (Fe). Le reazioni di serpentinizzazione 1a ed 1b scambiano silice tra la forsterite e la fayalite per formare minerali del gruppo del serpentino e magnetite. Sono reazioni fortemente esotermiche.
Reazione 1a:

Fayalite + acqua → magnetite + silice acquosa + idrogeno
{\displaystyle \mathrm {3Fe_{2}SiO_{4}+2H_{2}O} } → {\displaystyle \mathrm {2Fe_{3}O_{4}+3SiO_{2}+2H_{2}} }

Reazione 1b:

Forsterite + silice + acqua → serpentino
{\displaystyle \mathrm {3Mg_{2}SiO_{4}+SiO_{2}+4H_{2}O} } → {\displaystyle \mathrm {2Mg_{3}Si_{2}O_{5}(OH)_{4}} }

Reazione 1c:

Forsterite + acqua → serpentino + brucite
{\displaystyle \mathrm {2Mg_{2}SiO_{4}+3H_{2}O} } → {\displaystyle \mathrm {Mg_{3}Si_{2}O_{5}(OH)_{4}+Mg(OH)_{2}} }
La reazione 1c descrive l'idratazione dell'olivina con acqua solo per produrre serpentino ed Mg(OH)2 (brucite). Il serpentino è stabile ad alto pH in presenza di brucite solo come fasi di silicato idrato di calcio che si formano con la portlandite (Ca(OH)2) nel cemento Portland indurito dopo l'idratazione della belite (Ca2SiO4), l'analogo artificiale contenente calcio della forsterite.
Analogia della reazione 1c con l'idratazione della belite nel cemento Portland ordinario:

Belite + acqua → fase C-S-H + portlandite
2 Ca2SiO4 + 4 H2O → 3 CaO · 2 SiO2 · 3 H2O + Ca(OH)2
Dopo la reazione, i prodotti scarsamente solubili (acido silicico) o ioni di magnesio disciolti) possono essere trasportati in soluzione fuori dalla zona serpentinizzata per diffusione o avvezione.
Una serie di reazioni simili coinvolge i minerali del gruppo del pirosseno anche se meno facilmente e con la complicazione di altri prodotti finali dovuta alla maggior variabilità della composizione del pirosseno e delle miscele pirosseno-olivina. Possibili prodotti sono il talco e la clorite ricca di magnesio con altri minerali del gruppo del serpentino antigorite, lizardite e crisotilo. La composizione mineralogica finale dipende sia dalla composizione della roccia che dei fluidi, dalla temperatura e dalla pressione. L'antigorite si forma a temperature oltre i 600 °C durante le fasi metamorfiche e questo è il minerale del gruppo del serpentino stabile alle temperature più alte. La lizardite ed il crisotilo si formano a temperature inferiori molto vicino alla superficie terrestre. I fluidi coinvolti nella formazione del serpentino generalmente sono altamente reattivi e possono trasportare calcio ed altri elementi intorno alle rocce circostanti; la reazione del fluido con queste rocce può causare zone di reazione metasomatica arricchite di calcio chiamate rodingiti.
In presenza di anidride carbonica, la serpentinizzazione può portare alla formazione di magnesite (MgCO3) o generare metano(CH4). Si ritiene che alcuni idrocarburi gassosi possano essere prodotti dalle reazioni della serpentinite con la crosta oceanica.
Reazione 2a:
Olivina + acqua + acido carbonico → serpentino + magnetite + metano
{\displaystyle \mathrm {(Fe,Mg)_{2}SiO_{4}+nH_{2}O+CO_{2}} } → {\displaystyle \mathrm {Mg_{3}Si_{2}O_{5}(OH)_{4}+Fe_{3}O_{4}+CH_{4}} }

oppure in forma bilanciata:
{\displaystyle \mathrm {18Mg_{2}SiO_{4}+6Fe_{2}SiO_{4}+26H_{2}O+CO_{2}} } → {\displaystyle \mathrm {12Mg_{3}Si_{2}O_{5}(OH)_{4}+4Fe_{3}O_{4}+CH_{4}} }

Reazione 2b:
Olivina + acqua + acido carbonico → serpentino + magnetite + magnesite + silice
{\displaystyle \mathrm {(Fe,Mg)_{2}SiO_{4}+nH_{2}O+CO_{2}} } → {\displaystyle \mathrm {Mg_{3}Si_{2}O_{5}(OH)_{4}+Fe_{3}O_{4}+MgCO_{3}+SiO_{2}} }

La reazione 2a è favorita se il serpentino è povero di magnesio o se non c'è sufficiente anidride carbonica da favorire la formazione di talco. La reazione 2b è favorita in composizioni ricche di magnesio e bassa pressione parziale di anidride carbonica.
Il grado con cui una massa di roccia ultrafemica subisce la serpentinizzazione dipende dalla composizione iniziale della roccia e se i fluidi trasportano via o meno calcio, magnesio ed altri elementi durante il processo. Se la composizione dell'olivina contiene una quantità sufficiente di fayalite, allora l'oliva e l'acqua possono essere trasformati completamente in serpentino e magnetite in un sistema chiuso. Tuttavia, nella maggior parte delle rocce ultrafemiche che compongono il mantello terrestre, l'olivina contiene circa il 90% di forsterite pertanto, perché l'olivina si trasformi completamente in serpentino, il magnesio dev'essere allontanato dalla massa che partecipa alla reazione.
La serpentinizzazione di una massa di peridotite generalmente distrugge ogni evidenza di struttura precedente perché i minerali del gruppo del serpentino sono deboli e reagiscono in maniera molto duttile. Tuttavia alcune masse di serpentinite subiscono una deformazione minore come evidenziato dall'apparente preservazione della microstruttura rocciosa derivata dalla peridotite e quindi le serpentiniti potrebbero aver reagito con maggior rigidità.

## Produzione di idrogeno dall'ossidazione anaerobica degli ioni ferrosi della fayalite
In assenza di ossigeno atmosferico (O2), condizione prevalente in profondità lontano dall'atmosfera terrestre, l'idrogeno (H2) è prodotto dall'ossidazione anaerobica degli ioni ferrosi (Fe2+) presenti nel reticolo cristallino della fayalite per opera dei protoni (H+) dell'acqua.
Considerando tre unità della fayalite (Fe2(SiO4)) per evidenziare la stechiometria ed il bilancio della massa della formula, quattro ioni ferrosi vengono ossidati dai protoni dell'acqua mentre i due rimanenti rimangono non ossidati. Trascurando gli anioni ortosilicato non involti nel processo di ossidoriduzione, è possibile scrivere schematicamente due reazioni di mezza ossidoriduzione:
4 (Fe2+ → Fe3+ + e–) (ossidazione degli ioni ferrosi)
2 (H2O + 2 e– → O2– + H2) (riduzione dei protoni ad idrogeno)
Questo porta all'ossidoriduzione totale che comporta l'ossidazione degli ioni ferrosi da parte dell'acqua:
4 Fe2+ + 2 H2O → 4 Fe3+ + 2 O2– + 2 H2
I due ioni ferrosi (Fe2+) non ossidati ancora disponibili nelle tre unità di fayalite si combinano infine con i quattro cationi ferrici (Fe3+) e gli anioni di ossigeno (O2–) per formare quattro unità di magnetite (Fe3O4).
Infine, tenendo in considerazione i debiti riarrangiamenti degli anioni ortosilicato in silice libera (SiO2) e gli anioni liberi di ossigeno (O2–), è possibile scrivere la reazione completa dell'ossidazione anaerobica e l'idrolisi della fayalite in accordo con il seguente bilancio della massa:
3 Fe2SiO4 + 2 H2O → 2 Fe3O4 + 3 SiO2 + 3 H2
fayalite + acqua → magnetite + quarzo + idrogeno
Questa reazione è molto simile alla reazione di Schikorr osservata nell'ossidazione anaerobica dell'idrossido ferroso a contatto con l'acqua:
3 Fe(OH)2 → Fe3O4 + 2 H2O  + H2
idrossido ferroso → magnetite + acqua + idrogeno

## Produzione di metano abiotico su Marte dovuta alla serpentinizzazione
Si ipotizza che la presenza di tracce di metano nell'atmosfera di Marte sia una prova a favore della vita su Marte se il metano fosse prodotto dall'attività batterica. La serpentinizzazione è stata proposta come un'alternativa non biologica di sorgente per le tracce di metano osservate, anche se essa non spiega il fenomeno della variazione stagionale della concentrazione di metano in atmosfera.

## Teoria sull'origine della vita
Michael J. Russell nel 2010 ha teorizzato come il processo catalittico di serpentinizzazione unito al particolare ambiente delle fonti idrotermali sottomarine possa costituire il luogo ideale per lo sbocciare della vita cellulare prigenia.